# The Moscow Times
The Moscow Times est un journal publié en anglais et en russe qui s'intéresse à la Russie depuis 1992. C'est le premier quotidien occidental à être publié en Russie. Il est fondé par le journaliste et entrepreneur néerlandais Derk Sauer. Le journal parait au départ deux fois par semaine, avant de devenir un quotidien après quelques mois.
Jusqu'en 2000, il était basé dans l'ancien siège de la Pravda. 
Jusqu'en 2005, le journal appartenait à Independent Media, une maison d'édition enregistrée à Moscou qui publie également les quotidiens en russe Vedomosti et The St. Petersburg Times (l'équivalent de The Moscow Times à Saint-Pétersbourg), et des versions en langue russe de magazines populaires sur papier glacé tels que FHM, Men's Health et Cosmopolitan. Cette année-là, Independent Media a été acquis par le groupe d'édition finlandais Sanoma. En 2015, il est vendu à l'homme d'affaires russe Demyan Kudryavtsev. Ce dernier a annoncé le 7 juin 2017, à environ deux douzaines d'employés du The Moscow Times, la venue d'importantes réductions de personnel et l'arrêt de la version imprimée après un quart de siècle dans la capitale russe, la transition était le résultat de pertes chroniques. Kudryavtsev ajoute que la dernière édition de l'hebdomadaire gratuit devait être publiée début juillet 2017. La gestion du journal sera assurée par la fondation non commerciale présidée par Derk Sauer.
Le rédacteur en chef est Andrew McChesney, qui a été promu à ce poste en juin 2006 après avoir occupé plusieurs postes dans le journal.
La diffusion en 2008 s'élevait à 35 000 exemplaires. Le journal est généralement distribué gratuitement dans les lieux fréquentés par les expatriés de langue anglaise, y compris les hôtels, les cafés et les restaurants, ainsi que par abonnement. Il n'est pas disponible dans les kiosques à journaux.
The Moscow Times met en lumière les événements politiques qui se produisent à l'intérieur du pays et à l'étranger, les actualités commerciales et culturelles. Le journal publie régulièrement des articles d'éminents journalistes russes.
En 2009, The Moscow Times publie Russia for Beginners: A Foreigners Guide to Russia, un guide pour les étrangers rédigé par des auteurs étrangers qui ont vécu en Russie, et racontent leurs expériences en Russie.
En mars 2022, à la suite de l'adoption d'une loi limitant la couverture de l'invasion russe de l'Ukraine, le journal a déplacé ses principaux rédacteurs en chef à Amsterdam. Le 15 avril, le Roskomnadzor a bloqué l'accès au site Web en langue russe du Moscow Times en Russie après qu'il a publié ce que les autorités ont appelé un faux rapport sur les officiers de la police anti-émeute russe refusant de participer à l'invasion.
Depuis le 10 juillet 2024, le Procureur général de la Russie considère le Moscow Times comme une organisation indésirable et donc interdit par le bureau du procureur général du pays.

## Historique
- 1992 : parution du premier numéro de The Moscow Times.
- 1997 : création du site moscowtimes.ru.
- 2006 : alliance de The Moscow Times et International Herald Tribune.
- 2010 : parution du premier numéro de The Moscow Times en couleur.
- 2017 : la version papier du journal est arrêtée, le dernier numéro est publié le 6 juillet. La publication est sous le contrôle de Derk Sauer.
- 2020 : lancement d'une édition en russe.
- 2022 : à la suite d'une loi limitant la couverture de l'invasion de l'Ukraine en mars 2022, une partie de la rédaction est déplacée à Amsterdam. Le 15 avril, Roskomnadzor (le service russe de supervision des médias) bloque l'accès à l'édition russe du site web après la publication d'un article sur le refus de certains officiers russes de participer à l'invasion de l'Ukraine.

En novembre 2023, ce média est désigné « agent de l'étranger », ce qui conduit la majorité de ses collaborateurs à quitter la Russie.
The Moscow Times est classé « indésirable » en Russie le 10 juillet 2024, et donc interdit par le bureau du procureur général du pays. Le statut d'« organisation indésirable » expose désormais ses collaborateurs à des poursuites pénales en Russie.

## Rubriques régulières
- News – présentation des dernières nouvelles et événements (Russie et CEI)
- Business & Finance – couverture des actualités du monde des affaires
- Stocks – l'actualité des marchés financiers et boursiers
- Opinion – articles basés sur des opinions sur des sujets d'actualité
- Real Estate – marché immobilier (rubrique thématique tous les mardis)
- Job Opportunities – postes à pourvoir et éducation (tous les mercredis et vendredis)
- Classifieds – annonces privées
- Miniguide – informations référentielles
- Entertainment – principaux événements de la journée, babillard d'une communauté étrangère de Moscou
- Context – loisirs et de divertissement
- What's On – calendrier des événements culturels: cinéma, théâtre, expositions, ballet, opéra (rubrique hebdomadaire le jeudi)

## Projets spéciaux
- International Herald Tribune – l'actualité internationale tous les jours
- Inter-country annexes The Moscow Times – Russie-France, Russie-Finlande, Russie-Royaume-Uni, etc. Ces projets sont consacrés aux questions de coopération et favorisent l'établissement de programmes d'affaires, d'investissement et d'interaction entre deux pays. L'objectif principal de ces éditions est la discussion des questions économiques et commerciales, des projets interculturels et des questions touristiques.
- Real Estate Catalog and Real Estate Quarterly – éditions commerciales spécialisées régulières sur le marché immobilier
- The Moscow Times Guide – La Russie pour les débutants, la Russie pour les avancés, le guide gastronomique, le guide de voyage, l'édition glamour du guide des bars, le guide de style saisonnier, les tendances à la mode, les événements séculaires et culturels de la capitale.
- Conferences The Moscow Times – lieu de rencontre d'investisseurs russes et étrangers, d'hommes d'affaires et d'experts en Russie et à l'étranger également.